# Teklina
Teklina – osada w Polsce, położona w województwie łódzkim, w powiecie wieluńskim, w gminie Czarnożyły.
W latach 1975–1998 osada administracyjnie należała do województwa sieradzkiego.